# Линия Марты
«Ли́ния Ма́рты» — российский четырёхсерийный драматический телевизионный художественный фильм 2014 года режиссёра Олега Газе.
Премьерный показ состоялся 29-30 января 2014 года на «Первом канале».

## Сюжет
События разворачиваются в современном Санкт-Петербурге, переплетаясь с воспоминаниями героев фильма об их жизни в блокадном Ленинграде в годы Великой Отечественной войны.
Наши дни. Экскурсовод на прогулочном катере по Неве Ольга Николаева пытается справиться с последствиями тяжёлого развода. Ситуация усложняется трудным подростковым возрастом дочери Наташи и их переездом на другую квартиру в старом питерском доме-«колодце». Затеяв ремонт в запущенной квартире, на стене под сорванными обоями они случайно находят письмо мальчика Юры девочке Марте, датированное ноябрём блокадного 1942 года. Записка из прошлого, оставленная на стене погибающим от голода Юрой, взывала к нашедшим её: «… Мама умерла ночью. Приходила Марта, принесла хлеб. А я её прогнал… Найдите Марту и скажите, что я люблю её». Слова Юры трогают мать с дочерью до глубины души и они решают во что бы то ни стало разыскать Марту, жившую тогда, согласно указанному Юрой адресу, в квартире 14 дома 42 на 7-й линии Васильевского острова, которую он назвал «линией Марты».
В очень непростых жизненных обстоятельствах и в будничной суете Ольга знакомится с женатым бизнесменом Максимом Суровцевым, так же как и она сохранившим веру в чудо, честность и силу любви. Максим изъявляет желание помочь понравившейся ему Ольге искать Марту и Юру, искренне любивших друг друга когда-то в юности и разлучённых войной и блокадой.
Наташа не может смириться с разводом родителей, дерзит им, не принимает ни новую жену отца, ни ухажёра матери. Участие в поисках Марты, а также длительные беседы с новой соседкой отца Марьей Михайловной и её рассказы о своём детстве во время страшной военной блокады Ленинграда, помогают бунтующей девочке-подростку справиться со своими чувствами, разобраться в себе и наладить отношения с матерью.
Ольга и Максим, занимаясь совместными поисками, соприкоснутся с удивительными судьбами блокадниц, носящих имя Марта и до сих пор живущих в Санкт-Петербурге, обретут себя и найдут настоящий смысл собственного существования — свою любовь…

## В ролях
| Актёр                   | Роль |
| ----------------------- | --- |
| Алиса Фрейндлих         | Марья Михайловна Петрова (Марта), блокадница, латышка                                                                                                |
| Василий Лановой         | Юрий Иванович Китайгородцев (в эвакуации в Ташкенте был записан как Курбанов)                                                                        |
| Николай Иванов          | Александр Петрович Филимонов, друг детства и сосед Юрия                                                                                              |
| Беата Тышкевич          | Марта Казимировна Липиньская, полька, бывшая прима варшавского балета, хореограф-балетмейстер в Санкт-Петербурге                                     |
| Тамара Сёмина           | Марта Сергеевна Комиссарова, блокадница, креативный директор ресторана в Санкт-Петербурге                                                            |
| Лидия Федосеева-Шукшина | Марта Петровна Галанчик, блокадница, полковник милиции в отставке                                                                                    |
| Михаил Светин           | Георгий Петрович Галанчик, блокадник, подполковник милиции в отставке, бывший начальник уголовного розыска Петроградского района, муж Марты Петровны |
| Галина Петрова          | Марта Андреевна Олейникова, блокадница |
| Мария Аниканова         | Ольга Александровна Николаева, экскурсовод в Санкт-Петербурге, мать Наташи                                                                           |
| Александр Робак         | Максим Игоревич Суровцев, бизнесмен-строитель, муж Инги                                                                                              |
| Дмитрий Черкасов        | Олег, врач, бывший муж Ольги Николаевой, отец Наташи, муж Маши                                                                                       |
| Анна Лутцева            | Маша, медсестра, вторая жена Олега |
| Оля Красковская         | Наташа, подросток, дочь Ольги и Олега |
| Иван Евстропов          | Саша, подросток. друг Наташи |
| Наталья Ткаченко        | Инга, жена Максима Суровцева |
| Александра Спиридонова  | Марта (в детстве) |
| Артемий Шаффер          | Юра (в детстве) |
| Арсений Фёдоров         | Сашка Филимонов (в детстве) |
| Игорь Класс             | врач в блокадном Ленинграде |

## Художественные особенности и критика
По мнению Сергея Ефимова («Комсомольская правда»), мини-сериал снят «очень правильно и академично». Драматургические конфликты профессионально изложены и логически выверены: немолодая Ольга пытается начать новую жизнь после развода; её дочь Наташа не может принять разрыв родителей; бизнесмен Максим устал зарабатывать деньги и жить с женой-стервой; Марья Михайловна выступает наставницей для бунтующей Наташи и олицетворяет поколение людей, прошедших через блокаду Ленинграда. Критик отмечает искусственное построение сюжета, а также театральную декламацию молодых актёров. Скрашивает впечатление о фильме лишь игра «старой гвардии» — Василия Ланового и Алисы Фрейндлих.
Алиса Фрейндлих, сыгравшая одну из главных ролей в фильме, сама является блокадным ребёнком и считает 1942—1943 годы самыми страшными страницами своей жизни.
Роль подполковника милиции в отставке Георгия Петровича Галанчика в мини-сериале «Линия Марты» стала последней для актёра Михаила Светина.